# شيلا فينتش
شيلا فينتش (بالإنجليزية: Sheila Finch)‏‏ (29 أكتوبر 1935 في لندن - ) روائية، وكاتبة خيال علمي من الولايات المتحدة.

## الجوائز
- جائزة نابيولا لأفضل رواية  [لغات أخرى]‏[7]
- Compton Crook Award [الإنجليزية]‏